# 中村知美
中村 知美（なかむら ともみ、男性、1959年5月17日 - ）は、日本の実業家。学位は、学士（法学）（慶應義塾大学・1982年）。SUBARU取締役会長。元社長兼CEO。

## 人物・来歴
東京都出身。
1982年に慶應義塾大学法学部卒業後、同年4月に富士重工業（現：SUBARU）入社。

## 経歴
- 1982年（昭和57年）4月 - 富士重工業に入社
- 2004年（平成16年）6月 - スバル国内営業本部マーケティング推進部長
- 2006年（平成18年）6月 - スバル国内営業本部営業第一部長
- 2007年（平成19年）6月 - スバルグローバルマーケティング本部主管
- 2009年（平成21年）1月 - 戦略本部経営企画部長
- 2011年（平成23年）4月 - 執行役員 戦略本部副本部長 兼 経営企画部長
- 2013年（平成25年）4月 - 執行役員 スバルグローバルマーケティング本部副本部長 兼 スバル海外第一営業本部副本部長 兼 スバル海外第二営業本部副本部長
- 2014年（平成26年）4月 - 常務執行役員 スバル海外第一営業本部長 兼 Subaru of America, Inc.会長
- 2016年（平成28年）4月 - 専務執行役員 スバル海外第一営業本部長 兼 Subaru of America, Inc.会長
- 2017年（平成29年）4月 - 株式会社SUBARU 専務執行役員 海外第一営業本部長 兼 Subaru of America, Inc.会長
- 2018年（平成30年）6月22日 - 代表取締役社長 兼 CEO[1][2][4]
- 2023年（令和5年）6月 - 取締役会長[5]